# Honeywell wind turbine
L'aerogeneratore Honeywell/Windtronics è un tipo di turbina a vento ad asse di rotazione orizzontale, intubata in un corto tamburo, con mozzo ma senza asse e generatore centrale. Non impiega riduttori o ingranaggi di nessun tipo. Il primo modello è stato proposto nel 2009.

## Caratteristiche
La turbina dispone di dieci pale verticali di diametro 170 cm. I magneti permanenti si trovano alle estremità di pale in nylon (Blade Tip Power System con acronimo "BTPS") e si muovono rasanti ad un tamburo che permette la generazione di energia elettrica. Il tamburo esterno ha un diametro massimo di 6 piedi (182 cm).

### Fattore di capacità
La turbina Windtronics comincia a funzionare a 3 km/h e "stacca" a 67,5 km/h.

### Potenza
La turbina Windtronics è quotata come capace di 2,2 kW, sufficiente a fornire il 40% delle necessità elettriche di una media utenza negli Stati Uniti. Può essere installato su di un traliccio o sul tetto delle abitazioni.